# Anna Kiesenhoferová
Anna Kiesenhoferová (* 14. února 1991) je rakouská cyklistka, matematička a olympionička. V současné době je postdoktorandkou na École Polytechnique Fédérale de Lausanne (EPFL). Kiesenhoferová získala zlatou medaili v individuálním silničním závodě žen na letních olympijských hrách 2020, první zlatou medaili na LOH pro Rakousko od roku 2004 a jejich první zlatou olympijskou medaili v cyklistice od roku 1896.

## Biografie
Kiesenhoferová studovala matematiku na Technické univerzitě ve Vídni. Následně studovala i na Univerzitě v Cambridgi.
Od roku 2011 do roku 2013 závodila v triatlonu a duatlonu. Po zranění musela omezit běhání a proto se od roku 2014 začala soustředit pouze na cyklistiku. Připojila se ke katalánskému týmu Frigoríficos Costa Brava - Naturalium. V roce 2015 se zúčastnila závodu Gran Fondo New York s cílem na Mont Ventoux a vyhrála. Také se postavila na start etapového závodu Tour de l'Ardèche, ale stala se obětí pádu v 1. etapě. Nepodařilo se jí uzdravit a po několika složitých etapách musela odstoupit. V roce 2016 vyhrála sérii závodů Coupe d'Espagne.

## Hlavní výsledky
2016
Tour Cycliste Féminin International de l'Ardèche
2. místo celkově
vítězka 3. etapy
Národní šampionát
2. místo časovka
2019
Národní šampionát
 vítězka časovky
 vítězka silničního závodu
5. místo Ljubljana–Domžale–Ljubljana TT
Mistrovství Evropy v silniční cyklistice
5. místo časovka
2020
Národní šampionát
 vítězka časovky
Tour Cycliste Féminin International de l'Ardèche
3. místo celkově
2021
Olympijské hry
 vítězka silničního závodu
Národní šampionát
 vítězka časovky